# Цькування і репресії проти екологів і діячів природоохорони СРСР в 1920-х—1960-х роках
Цькування і репресії проти екологів і діячів природоохорони СРСР в 1920-х-1960-х роках — спрямовані дії радянської влади проти вчених екологів, ботаніків, зоологів, лісоводів, педагогів, що займалися питаннями охорони природи, працівників заповідників, краєзнавців, представників громадських природоохоронних і краєзнавчих організацій, в результаті яких вони піддавалися нападам, знущанням, «чисткам», «проработкам» на зборах і в пресі, утискам в правах, цькуванням, затриманням, обшукам, переслідуванням, звільненням з роботи, арештам, висилкам, ув'язненням в ГУЛАГ, розстрілам. Всього з кінця 1920-х по початок 1950-х в Україні і Росії був репресований кожен другий природоохоронець.

## Ідеологія цькування і репресій проти екологів і природоохоронців
З початку 1930-х рр., у зв'язку з курсом радянської держави на індустріалізацію економіки, природа була оголошена черговим «ворогом». У грудні 1931 року в газеті «Правда» Максим Горький опублікував публіцистичну статтю з характерним заголовком «Про боротьбу з природою». «Оголосимо природі бій» — «прекрасний, достовірно більшовицький намір і треба зробити все для того, щоб він негайно перетворився на роботу», — закликав «Буревісник революції». 1931 рік — повне і остаточне запанування Сталіна у владі. Саме з цієї миті природоохорона стає «антипартійною» справою. У 1931 році в журналі «Большевик» завідувач науковим відділом Московського міськкому партії Е. Кольман у статті «Шкідництво в науці» писав: «Ось саме, „охорона природи“ стає охороною від соціалізму. Таким чином, суть усіх шкідницьких теорій одна і та ж. Інакше бути не може — мета у шкідників усіх мастей одна: зрив нашого соціалістичного будівництва, реставрація капіталізму». Приблизно це ж заявили «пролетарські краєзнавці» Т. Васильєв і В. Карпич у «Правді»: «Загальний висновок, який напрошується після перегляду комплекту „Охрана природы“ такий, що цей журнал під гаслом безумовної охорони природи прагне зберегти цю природу від п'ятирічки».
Вмить журнал «Охрана природы» був перейменований в «Природа и социалистическое хозяйство». Таким чином охорона природи як діяльність і як науковий напрям офіційно була названа «шкідницькою», розходилася з політикою партії Сталіна і, отже, репресивний апарат держави мав повне право її знищити, як знищити і тих, хто займався охороною природи.

## Репресовані екологи і природоохоронці України
- Белінг Дмитро Євстахійович, д.б.н., відомий український гідробіолог, організатор заповідників Конча-Заспа і Гористе. Заарештований за звинуваченням у шпигунстві в 1937 р., в цьому ж році відпущений.
- Борзаковський Дмитро Миколайович, мисливствознавець, активіст Українського товариства охорони природи, учасник Першого з'їзду Українського товариства охорони природи в 1953 р., організатор заповідників в Київській області. Заарештований в 1937 р. Засуджений до 10 років. Вийшов на свободу в 1947 р.
- Браунер Олександр Олександрович, д.б.н., найстаріший зоолог і природоохоронець України, один з організаторів заповідника Асканія-Нова, член Комітету по заповідниках при ВЦВК. У 1930 р. виключений з Одеського інституту професійної освіти за «вульгарно-ідеалістичну методологію».
- Бруховський Всеволод Ілліч, організатор заповідників у Житомирській області, керівник зоологічного відділу Житомирського обласного краєзнавчого музею. Заарештований в 1937 р., звільнений в 1940 р.
- Вальх Борис Сергійович, донецький краєзнавець, організатор донецьких заповідників — Кам'яні могили і Білосарайська коса. У 1937 р., намагаючись уникнути арешту, переїхав в Туркменію (чи був туди висланий).
- Гавриленко Микола Іванович, завідувач відділу природи Полтавського обласного краєзнавчого музею, організатор заповідників і заказників в Полтавській області. Заарештовувався у 1931, 1935 рр. Був звільнений на початку 1941 р.
- Гуналі Олександр Павлович, завідувач зоопарку заповідника Асканія-Нова. Заарештований в 1933 р. у справі « Станчинського». Проходив як одна з центральних фігур «Асканийской контрреволюційної організації». Засуджений до 10 років таборів. Звільнений в 1943 р.
- Гурський Валер'ян Ярославович, відомий український лісовод, професор кафедри лісової меліорації Харківського сільськогосподарського інституту, зав. відділом Всеукраїнського центрального управління лісами, один з організаторів лісових заповідників. Заарештований в 1929 р. як основний фігурант справи «Про шкідництво у лісовому господарстві України». Звільнений в 1932 р.
- Коваленко Іван Пантелеймонович, завідувач Маріупольського краєзнавчого музею, організатор донецьких заповідників — Білосарайська коса, Хомутовський степ і Кам'яні могили. У 1934 р. піддадуть цькуванню у газеті «Приазовский пролетарий». За деякими даними був засланий (чи поїхав сам) в Молдавію, а потім в Туркменію.
- Курило-Кримчак Іларіон Павлович, організатор Мелітопольського науково-краєзнавчого товариства. Творець заповідників в Приазов'ї. Заарештований в 1935 р., в 1936 р. вийшов на волю. У 1946 р. заарештований знову і розстріляний.
- Леонтович Микола Павлович, відкрив зоопарк у Миколаєві. Перший раз був заарештований в 1917 р., другий раз заарештований в 1937 р. засуджений на 10 років, помер в ГУЛАЗі.
- Мартіно Володимир Еммануїлович, д.б.н., один з організаторів і перший директор Кримського заповідника. У 1949 р. був разом із сім'єю репресований у Югославії комуністичною спецслужбою УДБА, а потім видворений із Югославії до Болгарії.
- Медведєв Сергій Іванович, д.б.н., науковий співробітник заповідника Асканія-Нова, зав. кафедрою ентомології Харківського університету, організатор харківської школи поборників заповідності і охорони комах в Україні. Заарештований в 1933 р. у «справі Станчинського». Засуджений в табори на 5 років. У 1936 р. був достроково звільнений.
- Ніколаєв Валентин Федорович, директор Полтавського природничо-історичного музею, організатор заповідників у Полтавській області, був заарештований в 1920 р. і незабаром випущений.
- Підоплічко Іван Григорович, д.б.н., академік НАН України, директор Інституту зоології НАН України, одні з організаторів заповідників, заступник голови Українського товариства охорони природи, голова Комісії з охорони природи НАН України. У 1963 р., за підготовку природоохоронних документів в уряд УРСР, отримав догану по лінії НАН України.
- Полоз Михайло Миколайович, крупний діяч уряду УРСР, голова Українського комітету охорони пам'ятників природи. Багато зробив для розвитку природоохоронної справи в Україні. Заарештований в 1934 р. Засуджений до 10 років. У 1937 р. розстріляний.
- Пясецький Андрій Львович, лісовод, організатор заповідників в Карпатах. Захищав від вирубування німцями ліс на території майбутнього заповідника Розточчя. Заарештований за це гестапо в 1942 р. і розстріляний.
- Резніченко (Різниченко) Володимир Васильович, академік АН УРСР, директор Геологічного інституту АН УРСР. Один з організаторів Канівського заповідника. За деякими даними, був репресований на початку 1930-х років.
- Сіянко Климентій Євдокимович, працівник заповідника Асканія-Нова ще з часів Фальц-Фейна. У 1930 р. був «вичищений» із заповідника по 1-й категорії і вимушений поїхати із заповідника. У 1933 р. заарештований у «справі Станчинского». Засуджений до 3 років умовно.
- Скоробагатий Олексій Феодосійович, лісовод, один з організаторів Кримського заповідника в 1919 р. Член Українського комітету охорони пам'ятників природи. Заарештований в 1929 р. у «справі Гурського». Був випущений на свободу в середині 1930-х років.
- Станчинський Володимир Володимирович, д.б.н., один з батьків екології, працював заст. директора по науці заповідника Асканія-Нова, один з керівників заповідної справи в Україні у кінці 1920-х — початку 1930-х років. Був підданий страшному цькуванню у пресі з боку І. І. Презента[7], а також двох асканійських тваринників — М. Ф. Іванова. і Л. К. Гребеня. Заарештований в 1933 р. Чекісти зробили Станчинського керівником «Асканійської контрреволюційної організації». Ученому дали 5 років виправних робіт. У 1936 р. учений би достроково звільнений. У 1941 р. Станчинський був заарештований повторно. Засуджений до 8 років. Помер у в'язниці в 1942 р.
- Третяк Юрій Дмитрович, український лісовод, ректор Львівського лісотехнічного інституту, організовував заповідники у Карпатах. Один з активних захисників карпатських лісів від рубок в 1950-х роках. Після розміщення в газеті «Радянська Україна» в 1958 р. великої статті на захист карпатських лісів, яку передрукувала одна з провідних американських газет, був підданий цькуванню і «проработке». Знятий з поста ректора. Раптово помер в 1960 р.
- Фальц-Фейн Фрідріх Едуардович, організатор заповідника Асканія-Нова. Був заарештований в Москві в 1918 р., і лише завдяки заступництву московських учених-природоохоронців випущений з Бутирки. Вимушений емігрувати до Німеччини, де і помер в 1920 р.
- Фортунатов Борис Костянтинович, діяч охорони природи, один з організаторів заповідника Асканія-Нова на початку 1920-х років. Очолював Кримський, Кавказький, Приморські заповідники. Заарештований в 1933 р., засуджений на 10 років таборів. Проходив у «справі Станчинського». У 1936 р. звільнений, але залишився працювати вільнонайманим. Потім захворів і помер у Долинській лікарні Каралагу[8].
- Холод Кирило Тихонович, керівник Всеукраїнського союзу мисливців і рибалок в 1920-х роках, брав активну участь у закритті в Україні весняного полювання, організації зоологічних заповідників. Заарештований в 1937 р. В 1940 р. звільнений. Подальша доля не відома.
- Шарлемань Микола (Едуард) Васильович, д.б.н., відомий український зоолог і природоохоронець, один з організаторів заповідника «Конча-Заспа», його директор. У 1932 р. був підданий «чистці» у Всеукраїнській академії наук за свої «ідеологічні помилки» у брошурі «Охороняйте рідну природу». Другий раз «чистці» піддався в 1949 р. і був звільнений з Головного управління мисливського господарства. Свій вік доживав у страшній убогості.
- Шуммер Олександр Олексійович, орнітолог, працював e заповіднику Асканія-Нова, керував Приморськими заповідниками. Заарештований в 1933 р. у «справі Станчинського». У 1934 р. звільнений. Подальша доля невідома.
- Яната Олександр Алоїзович, д.б.н., український ботанік і природоохоронець, організатор багатьох українських заповідників. На початку 1930-х років піддався цькуванню з боку І. І. Презента. Заарештований в 1933 р. Засуджений до 5 років таборів. У 1937 р., будучи в таборі на Соловках, був повторно засуджений ще на 5 років таборів. Помер в 1938 р. в таборі під Магаданом на лісозаготівлях[1][5][6][9][10][11].

## Репресовані екологи і природоохоронці Росії
- Андрєєв Данило Олексійович, відомий російський письменник і екофілософ, одним з перших у Росії підняв питання про права тварин. Заарештований в 1947 р. Засуджений до 25 років таборів. У 1957 р. звільнений. Помер від численних хвороб в 1959 р.
- Бєлоусов Валерій Іванович, відомий мисливствознавець, один з організаторів соболиних заповідників у Сибіру. Заарештований в 1937 р., розстріляний в 1938 р.
- Блошенко Євдокія Григорівна, одна з організаторів Всеросійського товариства охорони природи, його перший вчений секретар. Заарештована в 1941 р. у «справі Шиллінгера» Засуджена до 8 років таборів.
- Вангенгейм Олексій Феодосійович, професор МДУ, метеоролог, один з керівників Всеросійського товариства охорони природи і Центрального бюро краєзнавства, член Комітету із заповідників при ВЦВК, керівник Гідрометкомітету СРСР. Заарештований в 1934 р. Засуджений до 10 років. У 1937 р. розстріляний.
- Васильківський Петро Євгенійович, видний російський краєзнавець, один з організаторів Першого всеросійського з'їзду по охороні природи. У 1935 р. був висланий з Ленінграда в Казахстан, м. Атбасар. У 1938 р. був розстріляний.
- Волков Олег Васильович, відомий російський письменник-природоохоронець. Член Центральної Ради Всеросійського товариства охорони природи. Заарештовувався з 1928 р. по 1950 р. п'ять разів.
- Гептнер Володимир Георгійович, д.б.н., професор кафедри зоології хребетних Московського університету, один з організаторів відновлення зубра в СРСР. Активний діяч заповідної справи. Заарештований в 1933 р. і в цьому ж році звільнений.
- Гіллер Арон Григорович, один з організаторів Всеросійського товариства охорони природи, заступник голови Товариства. Заарештований в 1956 р., засуджений до 15 років таборів. У 1956 р. звільнений.
- Звєрєв Максим Дмитрович, зоолог, відомий письменник-натураліст і природоохоронець. Заарештований в 1933 р., засуджений на 10 років за «організацію озброєного повстання», звільнений в 1936 р.
- Ісаков Юрій Андрійович, д.б.н, працював у багатьох заповідниках, науковий співробітник Інституту географії АН СРСР. Заарештований в 1934 p. Осуджений на 3 роки в табори.
- Кегель Володимир Вільгельмович. Керівник Донського товариства натуралістів, організатор Ростовського зоопарку. У 1940 р. був висланий разом з сім'єю в Сибір, в Кемерівську область.
- Кнорре Євгеній Павлович, один з організаторів заповідника Бузулукський бор, його директор. У 1941 р. висланий в Оренбурзьку область.
- Кожевніков Григорій Олександрович, д.б.н., завідувач кафедрою зоології безхребетних Московського університету, один з батьків заповідної справи, автор ідеї абсолютної заповідності, один з організаторів природоохоронного руху в Росії, один з організаторів Всеросійського товариства охорони природи. У 1929 р. піддався цькуванню в сатиричному журналі «Чудак», в 1929—1930 рр. був видворений з кафедри зоології безхребетних Московського університету і знятий з поста директора Зоологічного музею Московського університету. У 1932 р. на Всесоюзній фауністичній конференції, піддався цькуванню з боку Презента. На Першому всесоюзному з'їзді по охороні природи в 1933 р. була піддана анафемі його ідея про абсолютну заповідність, визнана «буржуазною». Повернувшись додому з чергового засідання цього з'їзда, Г. О. Кожевніков помер від серцевого нападу.
- Крепс Герман Михайлович, один з організаторів Лапландського заповідника. У 1936 р. місцева влада організовує цькування Крепса, його перевели з поста директора науковим співробітником, відібрали особисту зброю. Щоб не потрапити в ГУЛАГ, учений вимушений терміново переїхати на Алтай.
- Кузнєцов Микола Іванович, д.б.н., один з організаторів Постійної Природоохоронної комісії при Російському географічному товаристві, організатор заповідників в Грузії, організатор Кримського (Таврійського) університету, один з організаторів Кримського заповідника. У 1921 р. на його квартирі чекісти провели обшук, конфіскували велику кількість особистого майна.
- Лебединський Борис Іванович, байкальський художник, активно брав участь в захисті Байкалу, велику роль у захисті якого зіграли видані в 1958 р. і 1966 р. альбоми його робіт «Байкал». У 1933 р. був заарештований. У 1944 р. відпущений на волю.
- Налімов Василь Петрович, відомий російський етнограф, вивчав священні гаї марійців і захищав їх від вирубування, професор Нижегородського університету. Активіст Всеросійського товариства охорони природи. Заарештований в 1932 р. перший раз, в 1938 р. — повторно. У 1939 р. помер у в'язниці Сиктивкару.
- Райков Борис Євгенійович, російський педагог-біолог, д.п.н., академік Академії педнаук СРСР. Відстоював необхідність внесення в шкільне навчання природоохоронних тем. Піддався цькуванню у більш ніж 10 газетах і журналах. У цькуванні ученого активну участь брав Презент. Заарештований в 1930 р. Разом з ним було заарештовано ще 11 педагогів з його однодумців. Засуджений на 10 років. Достроково звільнений в 1934 р. В 1948 р. знову піддався цькуванню у пресі, його книги були заборонені, а сам учений звільнений з ленінградських внз, де викладав.
- Семенов-Шян-Шанський Андрій Петрович, д.б.н., один з організаторів природоохоронного руху в Росії. У 1932 р. на Всесоюзній фауністичній конференції піддався цькуванню з боку Презента.
- Смолін Петро Петрович, педагог, один з творців юннатського руху. Працював заступником директора Кримського заповідника. Був заарештований в 1937 р., але потім відпущений.
- Сукачов Володимир Миколайович, ботанік, лісовод, академік АН СРСР. Багато зробив для розвитку заповідної справи. У кінці 1950-х років піддався цькуванню у зв'язку з опором Лисенка. У 1958 р. був знятий з поста головного редактора «Ботанического журнала».
- Федоровський Микола Михайлович, російський геолог, член-кореспондент АН СРСР, організатор Ільменського заповідника, керував Всеросійським товариством охорони природи, був головним редактором журналу «Охрана природы» в 1920-х роках. Заарештований в 1937 р., засуджений до 15 років таборів. Ученого розбив інсульт в день звільнення — 8 квітня 1954 р. Помер в 1956 р.
- Хецров Ілля Романович, відомий російський санлікар, фахівець з очищення стічних вод, Директор Московського санітарного інституту в 1920-х роках. Заарештований в 1938 р., помер в ув‘язненні.
- Чорос-Гуркін Григорій Іванович, алтайський художник, у своїх картинах і статтях оспівував красу дикої природи Алтаю, вимагав її захисту. Одно з самих його відомих полотен «Озеро гірських духів». Перший раз заарештований в 1934 р., другий раз — в 1937 р. і в цьому ж році розстріляний.
- Шапошников Хачатур (Христофор) Георгійович, організатор і директор Кавказького заповідника. У 1927 р., по доносу місцевої влади, був підданий «чистці» робітничо-селянської інспекції, був звільнений із заповідника. Заарештований в 1937 р. Розстріляний в 1938 р.
- Шиллінгер Франц Францевич, мисливствознавець, один з найактивніших російських діячів охорони природи і заповідної справи 1930-х років. Організатор восьми заповідників в Росії і Середній Азії, зав. відділом заповідників Наркомросу РРФСР. Заарештований в 1938 р.[1][5][6][9][10][11]

## Репресовані екологи і природоохоронці Білорусі
- Федюшин Анатолій Борисович, д.б.н., організатор природоохоронного руху в Білорусі у 1920-х роках, творець Березинського заповідника, член Білоруського комітету з охорони природи. За свою природоохоронну і краєзнавчу діяльність піддався цькуванню у білоруському друці на початку 1930-х років. У 1933 р. переїхав (чи був засланий) в Сибір, в Омськ.
- Кропивний Олександр Павлович, д.б.н., працював у Біловезькій пущі, проводив екологічні дослідження у Білорусі. У 1962 р. піддався цькуванню на партійному пленумі ЦК КПРС Хрущовим, а потім газетою «Правда» за вивчення екології білого, чорного лелек і сірої чаплі. Кропивного трохи не позбавили кандидатського ступеня. Ученому довелося покинути Білорусь і переїхати в Україну, в Харків. Потрясіння, викликані цькуванням з боку першої особи держави, коштували ученому здоров'я. Він захворів і в 1990 р. викинувся з вікна[1][5][6][9][10].